# Jimmy Montgomery
Jimmy Montgomery (Sunderland, 9 ottobre 1943) è un ex calciatore inglese, di ruolo portiere.

## Carriera
Vinse una FA Cup con il Sunderland nel 1973 ed una Coppa dei Campioni come secondo portiere del Nottingham Forest nel 1980.
Nell'estate 1967 con il Sunderland disputò il campionato nordamericano organizzato dalla United Soccer Association: accadde infatti che tale campionato fu disputato da formazioni europee e sudamericane per conto delle franchigie ufficialmente iscritte al campionato, che per ragioni di tempo non avevano potuto allestire le proprie squadre. Il Sunderland rappresentò i Vancouver Royal Canadians, che conclusero la Western Division al quinto posto finale.

## Palmarès

### Competizioni nazionali
- Coppa d'Inghilterra: 1

Sunderland: 1972-1973

### Competizioni internazionali
- Coppa dei Campioni: 1

Nottingham Forest: 1979-1980
- Supercoppa UEFA: 1

Nottingham Forest: 1979